# Comuna de Busko-Zdrój
Busko-Zdrój (polaco: Gmina Busko-Zdrój) é uma gminy (comuna) na Polónia, na voivodia de Santa Cruz e no condado de Busko. A sede do condado é a cidade de Busko-Zdrój.
De acordo com os censos de 2004, a comuna tem 32 560 habitantes, com uma densidade 138 hab/km².

## Área
Estende-se por uma área de 235,88 km², incluindo:
- área agricola: 80%
- área florestal: 11%

## Demografia
Dados de 30 de Junho 2004:
|                      | Total   | Total | Mulheres | Mulheres | Homens  | Homens |
| -------------------- | ------- | ----- | -------- | -------- | ------- | ------ |
|                      | pessoas | %     | pessoas  | %        | pessoas | %      |
| População            | 32 560  | 100   | 16 815   | 51,6     | 15 745  | 48,4   |
| Densidade (pop./km²) | 138     | 100   | 71,3     | 71,3     | 66,8    | 66,8   |

De acordo com dados de 2005, o rendimento médio per capita ascendia a 1 522,54 zł.

## Comunas vizinhas
- Chmielnik, Gnojno, Nowy Korczyn, Pińczów, Solec-Zdrój, Stopnica, Wiślica